# Intendencia de Córdoba del Tucumán
La intendencia de Córdoba del Tucumán o provincia de Córdoba del Tucumán fue una de las divisiones territoriales del virreinato del Río de la Plata en el Imperio español. Su máxima autoridad era el gobernador intendente de Córdoba del Tucumán quien tenía competencia en las materias de justicia (subordinado a la Real Audiencia de Buenos Aires), hacienda (asuntos fiscales y del gasto público, subordinado al virrey), guerra (subordinado al virrey) y policía (fomento de la economía). Eclesiásticamente la provincia formaba parte del obispado del Tucumán, sufragáneo del arzobispado de Charcas.
La capital de la intendencia fue la ciudad de Córdoba.
La intendencia estaba subdividida, además de la ciudad de Córdoba, entre los partidos, a cargo de subdelegados de la Real Hacienda y guerra, de: Mendoza, La Rioja, San Juan y San Luis.

## Orígenes
Al crear el rey Carlos III de España el sistema de intendencias en el novísimo virreinato del Río de la Plata por la Real Ordenanza de Intendentes de Ejército y Provincia, de 28 de enero de 1782, las tierras con las que se constituyó la Intendencia de Córdoba del Tucumán estaban repartidos entre la  intendencia de Cuyo y la parte sur de la antigua gobernación del Tucumán , existentes ambas ya en tiempos del Virreinato del Perú. 

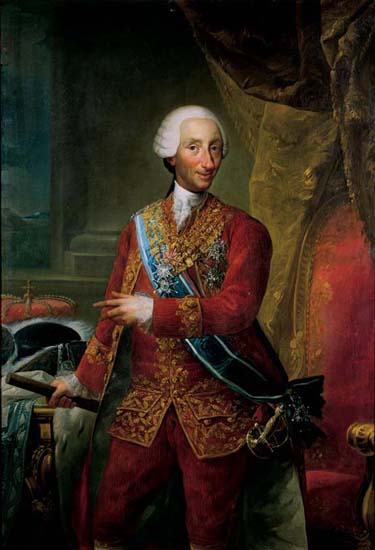
Retrato de Carlos III (1783), por Mariano Maella. Colección Banco de España, Madrid.

El 5 de agosto de 1783 el rey Carlos III hizo en San Ildefonso diecisiete modificaciones a la Real Ordenanza de 1782, entre ellas, una que suprimió las proyectadas gobernaciones intendencias de San Miguel de Tucumán y de Cuyo, creando con ellas la intendencia de Salta del Tucumán y la intendencia de Córdoba del Tucumán. 

IV. – Por muy justas y recomendables razones, calificadas con los más verídicos y autorizados informes dirigidos a mis Reales manos por el actual Virrey de Buenos Aires apoyándolos con el Suyo de 26 de Enero de 1781, tuve por preciso y conveniente a mi Real Servicio y a la Causa Pública de aquellos mis dominios, resolver en 26 de Febrero de 1782, y en su consecuencia mandar por la ya citada Real Orden de 29 de Julio siguiente, que se dividiese en dos Gobiernos el de la Provincia de Tucumán con el agregado de la de Cuyo, y conforme al Plan propuesto por los enunciados informes; debiendo en su consecuencia quedar por residencia y Capital del nuevo Gobierno la Ciudad de Córdoba del Tucumán, y comprender además las de Mendoza, San Juan del Pico, San Luis de Loyola y Rioja con sus respectivos distritos; y situarse la residencia del otro Gobierno del resto de la dicha Provincia en la Ciudad de Salta como más proporcionada a ser la Capital de las de Jujuy, San Miguel, Santiago del Estero y Catamarca, con sus correspondientes jurisdicciones. Y siendo consiguiente a esta variación hacerla también en las residencias que por el Artículo 7º de la citada Ordenanza se determinaron a las dos Intendencias que por el mismo se mandaron establecer en el propio territorio que han de abrazar los expresados dos Gobiernos, es mi voluntad y mando que la Intendencia a que se señaló por Capital la Ciudad de Mendoza se sitúe en la de Córdoba del Tucumán y que la mandada erigir en la Ciudad de San Miguel se establezca en la de Salta, uniéndose una y otra a los respectivos Gobiernos para que el distrito señalado a cada uno de ellos sea el de su Intendencia, y se entienda por una sola Provincia, según está dispuesto por el mencionado Artículo 1º, quedando el ejercicio de Vice Patronato en toda ella a su Gobernador Intendente en observancia de lo prescripto acerca de este particular en el Artículo 6º de la referida Ordenanza

El rey designó el 22 de agosto de 1783 al marqués Rafael de Sobremonte como primer gobernador intendente de Córdoba del Tucumán, pero el virrey (con aprobación posterior del rey) decidió que continuara un tiempo más en su empleo en Buenos Aires, por lo que en su lugar asumió interinamente el 24 de diciembre de 1783 el teniente letrado y asesor interino de gobierno e intendencia José Joaquín Contreras.
La adopción del sistema de intendencias en el virreinato fue dado a conocer en Buenos Aires el 29 de noviembre de 1783 por bando del virrey, junto con los nombres de los 7 intendentes designados por el rey, prestando juramento ese día Sobremonte ante la Real Audiencia de Buenos Aires.
Sobremonte ocupó personalmente el cargo de gobernador intendente el 7 de noviembre de 1784.
Su gobernación se caracterizó por la fundación de varias poblaciones. El 11 de noviembre de 1786 fundó la Villa de la Concepción del Río Cuarto en la banda sur del río Cuarto, que fue elevada a villa real el 12 de abril de 1797, instalándose el cabildo el 19 de marzo de 1798.
El «Fuerte San Juan Nepomuceno» fue fundado en Mendoza en 1774 y el «Fuerte de Aguanda» en 1789. El 4 de abril de 1788 Pedro Pablo de Quiroga fundó en la jurisdicción de San Juan la villa de San Agustín de Jáuregui del Valle Fértil.
Sobremonte fundó además: la Villa de Melo (hoy Merlo, provincia de San Luis) el 1 de enero de 1797; la Villa Real de La Carlota, cuya cédula de fundación expidió el rey Carlos IV el 12 de abril de 1792 (desde 1798 contó con un cabildo, fundada sobre el fuerte de Punta del Sauce fundado en 1787); San José de Corocorto (en Mendoza) en 1792; el pueblo de La Carolina (en San Luis); Villa del Rosario el 27 de enero de 1795 y San Francisco del Chañar en 1796. El 3 de octubre de 1803 el rey Carlos IV firmó la real cédula otorgándole el título de villa al pueblo de Tulumba. Ya como virrey, Sobremonte mandó fundar el fuerte de San Rafael del Diamante (en Mendoza) en 1805.
Los cabildos existentes en la intendencia eran los de las ciudades de: Córdoba, San Luis, Mendoza, San Juan y La Rioja; y las villas de La Carlota y de la Concepción del Río Cuarto.
En la jurisdicción de Córdoba fueron creadas las siguientes parroquias durante el período intendencial: Nuestra Señora del Carmen (Deán Funes, 1793), Nuestra Señora de la Merced (Achiras, 1795), Alpa Corral (1795), Laboulaye (1795), Reducción (1795), Santa Rosa de Lima (Santa Rosa de Río Primero, 1800).

## Subdelegados de la Real Hacienda
Ejercieron como subdelegados de Real Hacienda y Guerra durante el gobierno virreinal:
- Mendoza: José Sebastián de Sotomayor, José Clemente Benegas, Domingo de Torres y Faustino Ansay.
- San Juan: Santiago Jofré y José Javier Jofré.
- San Luis: Domingo de Olmos y Aguilera, Juan de Videla y José Jiménez de Inguanzo.

## De la Revolución de Mayo hasta la creación de la provincia de Córdoba
Después de la Revolución de Mayo del 25 de mayo de 1810, si bien desaparecieron las autoridades del virreinato del Río de la Plata subsistió la gobernación intendencia de Córdoba del Tucumán. El Segundo Triunvirato creó, el 29 de noviembre de 1813, la gobernación intendencia de Cuyo con las subdelegaciones de Mendoza, San Juan y San Luis.

(...) los pueblos de Mendoza, San Juan y San Luis, con sus peculiares jurisdicciones, formasen un Gobierno Intendencia aparte con la denominación antigua de Provincia de Cuyo (...)

En 1815, en el enfrentamiento entre las Provincias Unidas del Río de la Plata y la Liga de los Pueblos Libres, el gobernador cordobés José Javier Díaz integró Córdoba a la liga, dirigida por el caudillo José Artigas, de la Banda Oriental, fundador del partido federal. Pero el cabildo de La Rioja, controlado por Ramón Brizuela y Doria, se negó a acompañar a los federales y decidió separarse de la provincia, obedeciendo al Directorio de las Provincias Unidas. 
Una reacción federal fue aplastada por el entonces teniente coronel Alejandro Heredia, por iniciativa del diputado riojano en el Congreso de Tucumán, Pedro Ignacio de Castro Barros. El Congreso ordenó al gobernador intendente de Córdoba el 2 de septiembre de 1817 que no innove cosa alguna en el particular, y se abstenga de todo acto que indique jurisdicción sobre el pueblo de La Rioja, hasta que el Congreso determinase.
El 15 de diciembre de 1817, luego de que retornaran al gobierno de Córdoba los partidarios del Directorio, el Congreso resolvió declarar restituida al antiguo orden de dependencia la ciudad de La Rioja, volviendo a la situación de tenencia de gobierno de la provincia de Córdoba.
Después del Motín de Arequito de 5 de enero de 1820, el Cabildo de Córdoba depuso al gobernador intendente Manuel Antonio de Castro y declaró la independencia federal de la provincia, nombrando al general Juan Bautista Bustos, jefe del motín, gobernador de Córdoba. En marzo se separó la provincia de La Rioja.

## Gobernadores intendentes
Virreinato
- José Joaquín de Contreras, interino (1783)
- Nicolás Pérez del Viso, interino (1784)
- Rafael de Sobremonte, III marqués de Sobremonte (1784-1797)
- Nicolás Pérez del Viso, interino (1797-1803)
- José González Gómez de Rivera (1803-1805)
- Victoriano Rodríguez, interino (1805-1807)
- Juan Gutiérrez de la Concha (1807-1810)

Revolucionarios
- Cabildo de Córdoba presidido por Dalmacio de Allende (1 de agosto de 1810-11 de agosto de 1810)
- Francisco Ortiz de Ocampo (11 de agosto de 1810-16 de agosto de 1810)
- Juan Martín de Pueyrredón (16 de agosto de 1810-1810)
- José Esteban Bustos, interino (7 de diciembre de 1810-18 de diciembre de 1810)
- Nicolás de Viana (1810-3 de diciembre de 1811)
- Diego Pueyrredón (3 de diciembre de 1811-enero de 1812)
- Santiago Carrera (enero de 1812-junio de 1813)
- Francisco Ortiz de Ocampo (junio de 1813-4 de junio de 1815)
- José Javier Díaz (4 de junio de 1815-21 de septiembre de 1816)
- Ambrosio Funes (21 de septiembre de 1816-26 de enero de 1817)
- José Dámaso Gigena, interino (27 de enero de 1817)
- Juan Andrés de Pueyrredón (enero de 1817-12 de marzo de 1817)
- Manuel Antonio de Castro (12 de marzo de 1817-19 de enero de 1820)